# Église Saint-Pierre de Brenelle
L'église Saint-Pierre est une église située à Brenelle, en France.

## Localisation
L'église est située sur la commune de Brenelle, dans le département de l'Aisne.

## Historique
Le monument est classé au titre des monuments historiques en 1921.